# 하시구치 다쿠야
하시구치 다쿠야(일본어: 橋口 拓哉, 1994년 9월 27일~)는 일본의 축구 선수이다.

## 구단 경력
그는 2017년 J1리그의 가시와 레이솔에 입단했다. 2018년 J2리그의 FC 마치다 젤비아로 이적했다. 2019년 일본 풋볼 리그의 테게바자로 미야자키로 이적했다. 2020년 J3리그의 FC 기후로 이적했다. 2020년후 현역 은퇴.